# Slaget om Wuhan
Slaget om Wuhan (kin. 武汉会战 武漢會戰 Wǔhàn Huìzhàn), blandt kinesere populært kaldet Forsvaret af Wuhan (kin. 武汉保卫战 武漢保衛戰 Wǔhàn Baǒwèizhàn), og blandt japanere som Erobringen af Wuhan (jap. 武漢攻略戦 Bukan koryakūsen), var et stort slag i den 2. kinesisk-japanske krig. Over 1 mio. kinesiske tropper var samlet med Chiang Kai-shek selv som leder for at forsvare Wuhan mod den japanske hær under ledelse af Yasuji Okamura. Kampene foregik både på den nordlige og den sydlige bred af Yangtzefloden samt spredt over en stor del af Anhui, Henan, Jiangxi og Hubei provinserne. Det varede i 4½ måned og var det længste, største og et af de mest betydningsfulde slag i hele den 2. kinesisk-japanske krig.

## Baggrund
Den 7. juli 1937 indledte den japanske hær en storstilet invasion af Kina. I krigens begyndelse faldt Beijing og Tianjin til japanerne i løbet af mindre end en måned, hvilket åbnede hele den nordkinesiske slette for den japanske armé. Den 12. november lykkedes det den japanske hær at erobre Shanghai. Nanjing var i fare for at blive belejret og den kinesiske regering måtte flytte sin hovedstad til Chongqing. Den kinesiske regering flyttede dog ikke straks sine elitetropper og krigsfaciliteter til Chongqing. I stedet blev de koncentreret i Wuhan. Hjælp fra Sovjetunionen betød yderligere militære og teknologiske ressourcer, herunder en lille gruppe frivillige sovjetiske piloter.

### Betydningen af Wuhan
Wuhan ligger halvvejs oppe ad Yangtzefloden, og var dengang Kinas næststørste by med en befolkning på 2 mio. Byen var delt af Yangtze og Hanshui, hvilket delte Wuhan i tre områder: Wuchang, Hankou and Hanyang. Wuchang var det politiske centrum, Hankou var forretningsområdet, mens Hanyang var industriområdet. Efter bygningen af Yuehan-jernbanen fik Wuhan langt større betydning som trafikcentrum i det indre Kina.
Da Japan erobrede Nanjing den 13. december flyttede kineserne deres hovedkvarter til Wuhan, så byen blev nærmest det politiske, økonomiske og militære centrum i tiden, og hovedstad i krigstidens Kina. Den kinesiske krigsindsats koncentrerede sig nu om at beskytte Wuhan fra at blive erobret. Den japanske regering og hovedkvarteret for den japanske ekspeditionsstyrke i Kina forventede, at Wuhans fald ville betyde en afslutning på den kinesiske modstand.

## Forspil
Inden Slaget om Wuhan begyndte havde japanerne gennemført et luftangreb den 28. februar 1938. Det lykkedes kineserne at slå angrebet tilbage.
Den 24. marts vedtog det japanske parlament den nationale mobiliseringslov, som tillod ubegrænset finansiering af krigsudgifter. Som en del af lovet blev det også tilladt at indkalde civile til militærtjeneste.
Den 29. april gennemførte den japanske hærs flystyrker store luftangreb på Wuhan i anledning af kejser Hirohitos fødselsdag. Kineserne, som vidste dette på forhånd, var velforberedte. Luftslaget blev et af de mest voldsomme under den 2. kinesisk-japanske krig. Det kinesiske luftvåben nedskød 21 japanske fly og mistede selv 12.
Efter Xuzhous fald i maj 1938 planlagde japanerne en omfattende invasion af Hankou og erobring af Wuhan med det mål at tilintetgøre den kinesiske hærs hovedstyrke. Kineserne forberedte sig imidlertid på forsvare Wuhan. Det lykkedes dem at samle over en million tropper, ca. 200 fly og 30 krigsskibe.
I et forsøg på at vinde mere tid til forberedelse af forsvaret af Wuhan åbnede kineserne dæmningerne til Den Gule Flod i Huayuankou, Zhengzhou den 11. juni. Oversvømmelsen tvang japanerne til at udskyde deres angreb på Wuhan, men den forårsagede i omegnen af 500.000 civile døde. Bemærk at denne kilde omtaler oversvømmelse af Nordkina i 1939.

## Større kampe

### Syd for Yangtzefloden
Den 13. juni foretog japanerne en landgang som erobrede Anqing, hvilket signalerede begyndelsen på slaget om Wuhan. På den sydlige bred af Yangtzefloden placerede den 9. kinesiske militærregion et regiment vest for Poyangsøen, et andet regiment var placeret mellem Jiangxi og Jiujiang. Hovedstyrken i den japanske 11. armé angreb langs den sydlige flodbred. Den japanske Namita enhed gik i land øst for Jiujiang den 23. juli. De kinesiske forsvarere forsøgte at yde modstand, men de kunne ikke samtidig stoppe den 106. japanske division og Jiujiang blev erobret den 26. juli. Namita enheden rykkede østpå langs floden og gik i land nordøst for Ruichang den 10. august og begyndte at belejre byen. Den forsvarende 3. kinesiske armé blev forstærket med den 32. og stod fast. Da den 9. japanske division greb ind i kampen var de kinesiske forsvarere imidlertid udmattede, og Ruichang blev til sidst erobret den 24. Den 9. division og Namita enheden fortsatte med at rykke østpå langs floden, mens 27. division samtidig invaderede Ruoxi. Den kinesiske 30. armé og den 18 armé gjorde modstand langs Ruichang-Wuning vejen og i det omkringliggende område, og situationen var et dødvande i måneder. Den 5. oktober, efter at den japanske 27. division havde erobret Ruoxi, skiftede de over til at angribe mod nordøst og erobrede Xintanpu i Hubei den 18. oktober og begyndte at rykke frem mod Dazhi.
I mellemtiden mødte den japanske hær og dens støtteflåde på floden som rykkede østpå langs floden modstand fra den forsvarende kinesiske 31. og 32. armégruppe vest for Ruichang. Da Matou by og Fuchikou (i Yangxin distriktet) blev erobret, organiserede den 2. kinesiske armégruppe 6., 56., 75. og 98. armé sammen med 30. armégruppe for at styrke forsvaret af Yangxin regionen. Slaget fortsatte indtil den 22. oktober, hvor kineserne mistede hele Yangxin, Dazhi og Hubei by. Den japanske 9. division og Namita enheden nærmede sig nu Wuchang.

### Wanjialing
Mens den japanske hær angreb Ruichang, rykkede 106. division alene sydpå langs Nanxun jernbanen (Nanchang – Jiujiang). De forsvarende kinesiske 1. og 29. armégrupper samt 4. og 8. armé stolede på at det fordelagtige terræn i Lu Shan og nord for Nanxun jernbanen ville hjælpe modstanden. Den japanske offensiv blev således ramt af et tilbageslag. Den 20. august satte den 101. japanske division over Poyangsøen fra Hukou for at forstærke den 106. division. Den gennembrød den kinesiske 25. armés forsvarslinje og erobrede Xinzhi, hvorefter den koordinerede med 106. division i forsøget på at besætte De'an og Nanchang for at beskytte sydsiden af den japanske armé, som rykkede vestpå. Xue Yue, den øverstkommanderende for den kinesiske 1. armégruppe, brugte 66., 74., 4. og 29. armé til i samarbejde med 25. armé at bekæmpe japanerne ved Mahui Summit og nord for De'an. Slaget endte i et dødvande.
Mod slutningen af september rykkede de japanske 123., 145., 147., 101. og 149. regiment fra 106. division ind i Wanjialing regionen vest for De'an. Den kinesiske general Xue Yue gav 4., 66. og 77. armé ordre til at omgå den japanske styrke i flanken. Den japanske 27. division
forsøgte at forstærke stillingen, men blev slået tilbage af den 32. kinesiske armé i Baisui Street, vest for Wanjialing. Den 7. oktober indledte den kinesiske hær sit afsluttende angreb mod de indesluttede japanske tropper. Slaget fortsatte i tre dage, og alle japanske modangreb blev slået tilbage af kineserne. På grund af deres isolation og mangel på forsyninger blev de fire japanske regimenter udslettet frem til den 10. oktober. Kineserne kaldte det Sejren ved Wanjialing (traditionel kinesisk: 万家岭大捷, forenklet kinesisk: 萬家嶺大捷, pinyin: Wànjīalîng Dàjíe).

### Nord for Yangtzefloden
Nord for Yangtzefloden, angreb den 6. japanske division fra 11 armé Taihu fra Anhui den 24. juli. De gennembrød de kinesiske 31. og 68. arméers forsvarslinjer og og erobrede Taihu, Susong, Huangmei (i Hubei) regionerne den 3. august. Da japanerne fortsatte med at rykke vestpå, placerede den 4. kinesiske armégruppe i 5. Militærregision sin hovedstyrke i Guangji, Hubei og byen Tianjia for at opfange japanerne. Den 11. armégruppe og den 68. armé fik ordre den ihærdigt at forsvare linjen i Huangmei regionen, mens 21., 26. og 29. armegruppe blev flyttet sydpå for at omkredse japanerne.
Kineserne generobrede Taihu og Susong den 28. august. Med dette rygstød indledte 11. armégruppe og 68. armé modoffensiver, men de slog fejl. De trak sig tilbage til Guangji regionen for at koordinere den fortsatte modstand med de kinesiske 26., 86. og 55. armé. 4. armégruppe gav 21. og 29. arme til at svinge rundt om japanerne nordøst for Huangmei, men de kunne ikke stoppe japanerne. Guangji og Wuxue blev erobret. Derpå belejrede den japanske hær fortet i Tianjia by. 4. armégruppe benyttede 2. armé til at forstærke 87. armés stilling og 26., 48. og 86. armé til at opgå japanerne. De blev imidlertid holdt nede af den overlegne japanske ildkraft og led store tab. Fortet i Tianjia by blev erobret den 29. og japanerne fortsatte angrebet. De erobrede Huangpo den 24. oktober og nærmede sig nu Hankou.

### Dabiebjergene
Nord for Dabiebjergene placerede 3. armégruppe i 5. militærregion 51. arme, 19. armégruppe og 77. armé i Liuan og Huoshan regionerne i Anhui. 71. armé blev stationeret i Fujinbjergene i Gushi regionen, som er en del af Henan. 2. Armégruppe blev placeret i Shangcheng i Henan og Macheng i Hubei. 27. armégruppe og 59. armé blev placeret i regionen omkring Huangfloden, og 17. arme var i Xinyang regionen for at organisere bygning af forsvarsstillinger.
Japanerne angreb i slutningen af august med 2. armégruppe, som rykkede fra Heifei ad to forskellige ruter. Den sydlige rute for 13. division gennembrød den kinesiske 77. armés forsvarslinje og erobrede Huoshan og drejede mod Yejiaji. Den nærliggende 71. armé og 2. armégruppe brugte den eksisterende base og gjorde hård modstand. Den japanske 13. division var overrasket og rekvirerede 16. division som forstærkning. Den 16. september erobrede japanerne Shang by. Forsvarerne trak sig tilbage syd for Shang by i tillid til det strategiske pas i Dabienjergene og fortsatte med at yde modstand. Den 24. oktober nærmede japanerne sig Ma by.
Den japanske styrke på den nordlige rute bestod af 10. division. De gennembrød den 51. kinesiske armés forsvarslinje og erobrede Liuan den 28. august. Den 6. september erobrede de Gushi og fortsatte vestpå. Den kinesiske 27. armégruppe og 59. armé samledes i området ved Huang floden for at organisere modstanden. Efter 10 dages kamp erobrede japanserne Huangfloden den 19. september. Den 21. september stødte den 10. japanske division gennem den 17. kinesiske armégruppes base og erobrede Luoshan. 2. japanske armégruppe brugte 3. division som forstærkning og til at arbejde i koordination med 10. division om at angribe Xinyang. Den 6. oktober tog en japansk enhed en afstikker sydpå fra Xintang og erobrede Liulin stationen på Pinhan jernbanen for at samarbejde med 22. armégruppe om angrebet på Wuhan.
Hermed havde den japanske hær afsluttet omringningen af Wuhan. Den kinesiske hær, som håbede at redde den nuværende styrke, opgav byen. Japanerne erobrede Wuchang og Hankou den 26. og erobrede Hanyang den 27. oktober.

## Brug af kemiske våben
Ifølge Yoshiaki Yoshimi og Seiya Matsuno gav kejser Hirohito specifik tilladelse til brug af kemiske våben mod kineserne. Under slaget om Wuhan overbragte Prins Kan'in kejserens ordrer om at bruge giftgas ved 375 forskellige lejligheder fra august til oktober 1938, på trods af artikel 23 i Haager Landkrigsreglementet, artikel 171 i Versaillestraktaten, artikel V i Washington traktaten om brug af undervandsbåde og giftgas i krigsførelsen  og en resolution vedtaget af Folkeforbundet den 14. maj, som fordømte den japanske hærs brug af giftgas.

## Efterspil
Efter fire måneders voldsomme slag var den kinesiske flåde og luftvåben stort set udryddet, og japanerne besatte Wuhan. Men størstedelen af den kinesiske hær havde overlevet, mens den japanske hær var blevet betydeligt svækket. De japanske håb før krigen om en endelig afgørelse i Wuhan, ved at ødelægge hovedparten af den kinesiske hær og tvinge dem til at give efter, var ikke gået i opfyldelse. Med adskillige slag omkring Changsha gled krigen i Kina ind i et dødvande uden større japanske offensiver indtil Operation Ichi-Go i 1944.

## Fodnoter
1. ↑  Soviet Fighters in the sky of China
2. 1 2  The Tragedy of Wuhan, 1938
3. ↑  CHINA: 1931-1945 ISBN 7-5633-5509-X Page 192
4. 1 2  Japanese Imperial Conference, 15 June 1938
5. ↑  "Sino-Japanese Air War 1937-45".
6. ↑  "Wuhan Diary" February 28, 1938
7. ↑  Tenchosetsu — Japanske nationale festdag (den regerende kejsers fødselsdag) (japansk)
8. ↑  "Wuhan Daily" April 30, 1938.
9. ↑  Hsu Long-hsuen and Chang Ming-kai, History of The Sino-Japanese War (1937–1945)
10. ↑  "Ten Worst Floods". Arkiveret fra originalen 21. juni 2006. Hentet 6. oktober 2009.
11. ↑  Dokugasusen Kankei Shiryō II, Kaisetsu, Jūgonen sensō gokuhi shiryōshū, Funi Shuppankan, 1997, pp.25–29.
12. ↑  Yoshimi and Matsuno, ibid. p.28.
13. ↑  Washington Treaty in Relation to the Use of Submarines and Noxious Gases in Warfare – World War I Document Archive
14. ↑  Herbert Bix, Hirohito and the Making of Modern Japan, Perennial, 2001, p.739